# 김안
김안(1977년~)은 대한민국의 시인이다. 1977년 서울특별시에서 태어나, 인하대학교 한국어문학과를 졸업하고 동 대학원 박사과정에 재학 중이다. 2004년 《현대시》에 시를 발표하며 작품 활동을 시작했다.

## 약력
2004년 《현대시》에 시를 발표하며 작품 활동을 시작했다. 현재 《현대시》 편집장으로 일하고 있으며, 인스턴트 동인으로 활동 중이다. 2015년 제5회 김구용시문학상을 수상했다.

## 저서

### 시집
- 《오빠생각》(문학동네, 2011)
- 《미제레레》(문예중앙, 2014)

#### 시인의 말
- 《오빠생각》
더디게 말의 관절을 맞춰왔습니다.
여기에 실린 글들은 차라리 사람이 아닌 것이 되고 싶었던 시절의 흔적들입니다.
중략
늙어가는 부모님께, 죄송한 시집입니다.